# Затьмарення (роман)
«Затьмарення» (англ. «A Scanner Darkly», дослівно — «Сканування втемну») — пізній роман американського письменника-фантаста Філіпа Діка, який поєднує елементи наукової фантастики і психологічної прози. Опублікований в 1977 році. У центрі напівавтобіографічні історії — будні декількох наркоманів, які живуть в окрузі Орандж, Каліфорнія. Час дії перенесено в недалеке майбутнє (щодо дати написання книги) — червень 1994 року. У 2006 році за мотивами роману Річард Лінклейтер зняв однойменний фільм.

## Назва
У назві роману Scanner Darkly міститься алюзія 1-е послання до Коринтян апостола Павла (слова «through a glass, darkly» з Біблії короля Якова).
Мова про те, що люди поки не в змозі побачити істинний світ й бачать лише його невиразне відображення, але коли прийде час Бога, розкриється істина. Грецьке слово «ἐσόπτρου», перекладене українською мовою як «скло», могло позначати як призму, так і металеве дзеркало, дає нечітке відображення. Судячи з тексту роману, Діку були знайомі обидва значення. Scanner в романі — відеокамера, встановлена в будинку героя, яку порівнюють з ним самим.
| For now we see through a glass, darkly; but then face to face: now I know in part; but then shall I know even as also I am known.[2] |

## Сюжет
У книзі описується життя шістьох наркоманів. Роман розпочинається описом того, як у одного з них, Джеррі Фейбіна, повністю руйнується психіка. Пізніше інший персонаж, Чарльз Фрекен, намагається покінчити життя самогубством. З'ясовується, що головний герой, Боб Арктор, є не тільки наркоторговцем й наркоманом, але, насправді — співробітником відділу по боротьбі з наркотиками Фредом, який працює під прикриттям. Його завдання — знайти джерело поставок загадкової речовини «D» (смерть), найсильнішого наркотику, який швидко руйнує психіку. Він скуповує наркотик у своєї подруги, Донни Хоторн, в надії вийти на тих, у кого отримує препарат вона. При цьому він безуспішно домагається її любові й прикриває від загрози бути спійманої поліцією. Інший наркоман, Джим Барріс, починає підозрювати Арктора в тому, що той — поліцейський, і намагається скомпрометувати його, доносячи на нього ж самого в поліцію.
Так як для виконання завдання Арктору доводиться приймати речовину «D», то його психіка також починає руйнуватися. У нього утворюється роздвоєння особистості: співробітник поліції Фред перестає усвідомлювати, що він і Боб Арктор — одне й те ж обличчя, і починає всерйоз шпигувати за самим собою. Поступово його особистість повністю знищується, і він, недоумкуватий і не пам'ятає нічого, окрім імені Донни, поміщається в реабілітаційну клініку «Новий шлях». З'ясовується, що Донна — також співробітниця спецслужб, якій необхідно проникнути в організацію «Новий шлях». За даними, невідомими навіть поліції, організація «Новий шлях» не так доглядає за колишніми наркоманами, скільки створює їх, культивуючи і поставляючи таємничу речовину «D». Для того, щоб проникнути в цю організацію, Донна поступово руйнувала психіку Боба Арктора. Книга закінчується тим, що божевільний і недоумкуватий Арктор виходить на сировину наркотику, підкоряючись останньому імпульсу згасаючого розуму, зберігає зразок-доказ, таким чином, успішно виконуючи завдання Донни.

## Український переклад
- Філіп К. Дік. Затьмарення. Переклад з англійської: Гєник Бєляков. — Київ: Комубук, 2016. — 336 с. ISBN 978-966-97490-1-7